# شركة آلات التفكير
شركة آلات التفكير كانت شركة تصنيع أجهزة الكمبيوتر العملاقة والذكاء الإصطناعي (AI)،  وقد تأسست الشركة في مدينة والثام، بولاية ماساتشوستس، وذلك في عام 1983 من قبل شيريل هاندلر ودبليو دانيال "داني" هيليس لتحويل عمل هيليس لرسالة الدكتوراه في معهد ماساتشوستس للتكنولوجيا (MIT)، والتي تدور بشكل كبير حول الهندسة الحاسوبية المتوازية إلى منتج تجاري يسمى آلة التواصل. وانتقلت الشركة في عام 1984 من مدينة والثام إلى ساحة كيندال ‏ في مدينة كامبريدج، بولاية ماساتشوستس، بالقرب من مختبر الذكاء الاصطناعي (AI) التابع لمعهد ماساتشوستس للتكنولوجيا (MIT). وقد صنعت شركة آلات التفكير بعضًا من أقوى أجهزة الكمبيوتر العملاقة في ذلك الحين، وبحلول عام 1993 كانت أسرع أربعة أجهزة كمبيوتر في العالم هي آلات الاتصال. إلا أن الشركة قد تقدمت بطلب لإعلان إفلاسها في عام 1994، وقد تم الاستحواذ على قسمي الأجهزة وبرامج الحوسبة المتوازية في الوقت المناسب من قبل شركة صن مايكروسيستمز.

## منتجات الحواسيب العملاقة
إلى جانب الأجهزة، أنتجت شركة آلات التفكير العديد من نماذج لآلة الاتصال (وفقا للتسلسل الزمني): CM-1، و CM-2، و CM-200، و CM-5، و CM-5E.وقد حظي النموذجان CM-1، و CM-2 على المراتب الأولى للنماذج التي تحتوي على 64 كيلو بايت (65.536) معالجات بت التسلسلية (16 معالجًا لكلِ شريحة)، ومن بعدها المعالجات ذات الحجم الأصغر 16 كيلو بايت، وَ 4 كيلو بايت. وتمت برمجة آلة الاتصال بمجموعة متنوعة من لغات البرمجة المتخصصة، والتي تتضمن: لغة البرمجة ليسب *Lisp، وَلغة Lisp CM (مشتقة من Common Lisp)، وَكذلك  لغة C* (تم اشتقاقها بواسطة شركة آلات التفكير من لغة البرمجة C)، وَأيضًا لغة CM Fortran . وَاستخدمت هذه اللغات برامج التحويل البرمجي المسجلة الملكية لترجمة الشيفرة أو الأكواد البرمجية إلى مجموعة من التعليمات المتوازية لآلة الاتصال. وكانت النماذج من CM-1 إلى CM-200 أمثلة على مشغل بوحدة تعليمات واحدة، وبنية بيانات متعددة (SIMD)، في حين أن النموذجين التاليين CM-5، و CM-5E اللاحقان عبارة عن مشغل متعدد الوحدات، وَبيانات متعددة (MIMD) الذين جمعا بين معالجات لسلعة SPARC والمعالجات الشعاعية مسجلة الملكية في الشبكة الشجرية العريضة لشبكة الحاسوب
وتتطلب جميع نماذج آلة التواصل معالج خاص بالاتصالات أو معالج معلومات المنصة البدائية، الذي كان يعد في معظم الأحيان محطة عمل لشركة ز صن مايكروسيستمز محطة العمل، ولكن في النماذج الأولى يمكن أن تتطلب أيضا (VAX) حاسوب صغير من شركة المعدات الرقمية (DEC)، أو حاسوب ليسب من شركة سيمبوليكس.
وقد طرحت شركة آلات التفكير أيضًا منتج تجاري في وقت مبكر، عبارة عن مصفوفة مُتعددة من الأقراص المُستقلة (RAID) 2 مصفوفتين من الاقراص، وَنظام تخزينها داتافولت (DataVault)، حوالي عام 1988.

## تاريخ أعمالها التجارية
في مايو 1985، أصبحت شركة آلات التفكير ثالث شركة تسجل اسم نطاق للإنترنت دوت كوم (think.com). وأصبحت تجارة الشركة مربحة في عام ١٩٨٩، ويعود ذلك لتعاقدها مع وكالة مشاريع البحوث المتطورة الدفاعية (DARPA). ففي العام التالي، باعت الشركة بما قيمته 65 مليون دولار أميركي من الأجهزة والبرمجيات، وهذا هو ما أدى إلى أن تكون الشركة الرائدة في مجال الحواسيب العملاقة الموازية. وقد كان المنافس الرئيسي للحاسوب العملاق لشركة آلات التفكير هي شركة أبحاث كراي. ومن بين هؤلاء المنافسين في مجال الحوسبة المتوازية كانت كانت هناك شركة nCUBE، وَشركة ساحة كيندال للأبحاث المجاورة لها، وشركة ماس بار التي صنعت حاسوبًا مماثلا لـ CM-2، وشركة ميكو العلمية التي كان حاسوبها CS-2 مشابهًا لـ CM-5. وفي عام 1991، خفضت وكالة مشاريع البحوث المتطورة الدفاعية (DARPA)، وَ وزارة الطاقة الأمريكية مشترياتهم وسط انتقادات وذلك بسبب أنهما كانا يفضلان بشكل غير عادل شركة آلات التفكير على حساب الشركات الأخرى: كراي، وَ nCUBE، وَ ماس بار. مما أدى إلى تشديد قوانين التصدير التي قامت بمنع تصدير أقوى آلات التواصل، وبحلول عام 1992، كانت الشركة تخسر المال، وتم إرغام الرئيس التنفيذي شيريل هاندلر على مغادرة الشركة.
وفي أغسطس 1994، تقدمت شركة آلات التفكير برفع دعوى الإفلاس، الفصل 11. وتم شراء القسم الخاص بالأجهزة التابع للشركة من قبل شركة Sun Microsystems ، ووعادت شركة آلات التفكير TMC للظهور مجددا  كشركة برمجيات صغيرة متخصصة في أدوات البرمجيات الموازية القائمة على السلع الأساسية وعن برامج التنقيب عن البيانات لقاعدتها المثبتة وأجهزة الكمبيوتر العملاقة المتوازية لدى منافسيها السابقين. وفي ديسمبر عام 1996، استحوذت شركة صن مايكروسيستمز أيضًا على قسم تطوير البرمجيات المتوازية.
واستمرت شركة آلات التفكير مجرد شركة  للتنقيب عن البيانات، إلى أن استحوذت عليها شركة أوراكل في عام 1999، واستحوذت شركة أوراكل فيما بعد على شركة صن مايكروسيستمز، فأعادت بالتالي توحيد جزء كبير من الملكية الفكرية لآلات التفكير.
وسيكون لبرنامج خادم معلومات المساحة الواسعة (WAIS)، والذي تم تطويره في شركة آلات التفكير بواسطة بروستر كيل، ذا تأثير فيما بعد، في بدء تشغيل أرشيف الإنترنت والمشاريع المرتبطة به، والمشاريع المرتبطة به، بما فيها مشروع روزيتا والذي يعد كجزء من ساعة داني هيليس لونغ ناو..
وقد أصبح المهندس المعماري غريغ بابادوبولوس فيما بعد رئيس قسم التكنولوجيا (CTO) لشركة صن مايكروسيستمز.

## تبعثرها
ترك العديد من الأشخاص الأجهزة لشركة صن مايكروسيستمز وتوجهوا إلى تصميم سلسلة صن إنتربرايز Sun Enterprise من الحواسيب المتوازية. وقد تم شراء مجموعة أدوات داروين للتنقيب عن البيانات، التي طورتها مجموعة آلات التفكير للحاسوب العملاق التجارية، من قبل شركة أوراكل. وكان معظم الفريق الذي بنى داروين قد غادر بالفعل إلى شركة دون وَ برادستريت بعد فترة وجيزة من دخول شركة آلات التفكير مرحلة الإفلاس في عام 1994.
ولقد ساعد خريجو آلات التفكير (المعروفون باسم «ثونكوس») في إنشاء العديد من الشركات الناشئة لبرامج الحوسبة المتوازية، بما فيها: شركة Ab Initio Software، وشركة Applied Parallel Technologies، التي أعيد تسميتها لاحقًا بشركة Torrent Systems وَالتي استحوذت عليها شركة Ascential Software، والتي تم الاستحواذ عليها أيضاً من قبل شركة المؤسسة الدولية للحاسبات الآلية (IBM).
إلى جانب هيليس، كان من بين الأشخاص المشهورين الآخرين الذين عملوا لأجل الشركة أو معها تضمنت: روبرت ميلستاين، وَغريغ بابادوبولوس، وَديفيد والتز، وَجاي إل ستيل جونيور، وَكارل سيمز، وَبروستر كيل، وَبرادلي كوسزماول، وَكارل فاينمان، وَكليف لاسر، وَمارفن دينيكوف، وَأليكس فاسيليفسكي، وَألان توريس، وَ ريتشارد فيشمان، وَميرزا مهدي، وَآلان هارشمان، وَريتشارد جوردان، وَآلان ميرسر، وَجيمس بيلي، وَتسوتومو شيمومورا. ومن بين أوائل الزملاء في شركة آلات التفكير: مارفن مينسكي، وَدوغلاس لينات، وَستيفن ولفرام، وَتوماسو بوجيو، وَريتشارد فاينمان، وَجاك شوارتز، وَانضم إليهم فيما بعد: تشارلز إي ليسرسون، وَآلان إيدلمان، وَإريك لاندر، وَلينارت جونسون.
وأصبحت آلات الاتصال الخاصة بوكالة مشاريع البحوث المتطورة الدفاعية (داربا) خارج الخدمة بحلول عام 1996 .